# جوزف واشنگتن برایانت
جوزف واشنگتن برایانت (انگلیسی: Joe Bryant؛ زادهٔ ۱۹ اکتبر ۱۹۵۴) بازیکن بسکتبال اهل ایالات متحده آمریکا است.
از باشگاه‌هایی که در آن بازی کرده‌است می‌توان به هیوستون راکتس، فیلادلفیا سونتی‌سیکسرز، و لس آنجلس کلیپرز اشاره کرد.